# Gabara depunctata
Gabara depunctata är en fjärilsart som beskrevs av Embrik Strand 1921. Gabara depunctata ingår i släktet Gabara och familjen nattflyn. Inga underarter finns listade i Catalogue of Life.